# Skeffington Lutwidge
Skeffington Lutwidge, né le 13 mars 1737 et mort le 16 août 1814 à Holmrook (en), est un officier britannique de la Royal Navy. 

## Biographie
Skeffington Lutwidge est né le 13 mars 1737. Il est le fils de Thomas Lutwidge de Whitehaven et de sa seconde épouse Lucy née Hoghton. Entré dans la Navy, il est lieutenant en 1763 et prend le commandement du cotre HMS Cholmondely (en) en avril de cette même année. Il le conserve jusqu'en 1765, servant dans la région de Liverpool. 
Promu commandant, il commande le HMS Carcass en juin 1771 et sert en mer d'Irlande. Il participe avec ce navire à une expédition en Arctique en compagnie de Constantine Phipps, qui commandait le HMS Racehorse. Il quitte Nore le 10 juin 1773. L'expédition navigue jusqu'au Spitzberg dont elle fait le tour mais est bloquée par les glaces et doit finalement revenir en Grande-Bretagne en septembre. A son bord était le jeune Horatio Nelson qui deviendra plus tard célèbre. Il y servait comme aspirant grâce à son oncle, Maurice Suckling qui connaissait très bien Lutwidge, ce dernier ayant servi sous ses ordres à plusieurs reprises dans la lutte contre les corsaires en 1771. Nelson reçoit le rôle de barreur, puis réussit à obtenir le commandement du cutter du navire au fur et à mesure que l'expédition progressait. 
En 1800, Lutwidge a commencé à faire circuler une histoire selon laquelle alors que le navire était piégé dans la glace, Nelson avait vu et poursuivi un ours polaire, avant de recevoir l'ordre de retourner au navire. La version ultérieure de Lutwidge, en 1809, rapporta que Nelson et un compagnon avaient poursuivi l'ours, mais lorsqu'on leur demanda pourquoi, Nelson répondit que « je souhaitais, monsieur, obtenir la peau pour mon père ». Nelson qualifie Lutwidge de « bon vieil homme ». 
Lutwidge est nommé pour commander le HMS Triton en août 1775 et navigue vers l'Amérique du Nord en mars de l'année suivante. Il joue un rôle actif dans la guerre d'indépendance américaine, servant sur le fleuve Saint-Laurent entre 1777 et 1778. Le 10 avril 1777, il est nommé commodore et commandant en chef des forces navales britanniques sur le lac Champlain par Guy Carleton. Il mène les forces navales poursuivant les Américains qui se retiraient après le Siège de Fort Ticonderoga en juillet. Lutwidge est remplacé dans son rôle le 4 octobre 1777 par le capitaine Samuel Graves. 
De retour au service en mer, il capture le corsaire américain Pompey le 13 juin 1778. Le Triton retourne en Grande-Bretagne pour être réaménagé au début de 1779, après quoi il revient en Amérique du Nord, capturant le corsaire américain Gates le 29 septembre 1779. Il est impliqué dans la capture d'un convoi espagnol le 8 janvier 1780, et dans la nuit du 16 au 17 janvier, il fait partie de la flotte de l'amiral George Rodney contre Juan de Lángara à la bataille du cap Saint-Vincent. Ses dernières fonctions avec le Triton sont d'escorter un convoi jusqu'à Minorque puis jusqu'aux Leeward Islands. Il a ensuite brièvement pris le commandement du HMS Yarmouth et l'a ramenée en Grande-Bretagne avec des prisonniers de guerre américains,. 
Il est presque immédiatement affecté au nouveau HMS Perseverance en mars. En septembre, il est de retour à la station nord-américaine, recapturant le HMS Lively le 29 juillet lors de son voyage à travers l'Atlantique. Les deux années suivantes sont passées à la station nord-américaine, capturant un certain nombre de corsaires américains pendant cette période, le General Green le 30 août 1781, le Raven le 1er avril 1782 et le Diana le 29 août 1782. Lutwidge est ensuite enregistré comme prenant le commandement du HMS Scipio en novembre 1786, le Scipio étant alors un navire de garde sur la rivière Medway. En décembre 1792, il commande le nouveau HMS Terrible. Avec le déclenchement de la guerre de la Révolution française, il s'embarque en avril 1793 pour rejoindre la Mediterranean Fleet afin de rejoindre l'amiral Samuel Hood,. 
En 1797, il est promu vice-amiral et en juillet de cette la même année, il hisse son pavillon à bord du HMS Sandwich, puis est commander-in-Chief, The Nore du HMS Zealand et le nouveau HMS Overyssel en 1799. En 1799, il commande des flottes de la Downs Station (en), où sous son commandement, en 1801, se trouve son ancien aspirant du Carcass, Horatio Nelson, désormais aux commandes du HMS Medusa,,. Amiral (31 juillet 1810),. Il se retire du service actif et meurt dans ses domaines à Holmrook le 16 août 1814, à l'âge de 78 ans,. 
Un monument à sa mémoire a été élevé à St Paul, Irton (en) sous la forme d'un vitrail. Il avait épousé Catherine Harvey, mais elle est décédée avant lui en 1810 et ils n'avaient pas d'enfants pour lui succéder. Un parent éloigné était son petit-neveu Charles Lutwidge Dodgson, mieux connu sous le nom de Lewis Carroll. Le neveu de Skeffington Lutwidge, le major Charles Lutwidge, qui lui a vendu le domaine Holmrook, était le père de la mère de Carroll, Fanny.